# Os Cinco Só
Os Cinco Só foram um conjunto musical carioca de samba, formado no final da década de 1960. O grupo teve diversas formações, nas quais teve como integrantes Jair do Cavaquinho, Darcy da Mangueira, Pelado da Mangueira, Anescarzinho do Salgueiro, Velha da Portela, Zito (Baianinho), Wilson Moreira, Zuzuca do Salgueiro e Gracia do Salgueiro, todos com experiências anteriores no universo do samba e alguns músicas gravadas por grandes nomes da MPB.

## Discografia
- 1970 - Os Cinco Só - Roda de Samba CBS
- 1971 - 5 Só - Fim de Festa CBS

## Referencia(s)
- Os Cinco Só[ligação inativa] no Dicionário Cravo Albin da Música Popular Brasileira